# There There
There There. sau The Boney King of Nowhere. este a noua piesă de pe albumul Hail to the Thief al trupei britanice Radiohead. 